# Łykoszyn
Łykoszyn – wieś w Polsce, położona w województwie lubelskim, w powiecie tomaszowskim, w gminie Telatyn.
Wieś jest sołectwem w gminie Telatyn. Według Narodowego Spisu Powszechnego z roku 2011 wieś liczyła 283 mieszkańców.
W latach 1954–1958 wieś należała i była siedzibą władz gromady Łykoszyn, po jej zniesieniu w gromadzie Telatyn. W latach 1975–1998 wieś administracyjnie należała do województwa zamojskiego.
Wierni Kościoła rzymskokatolickiego należą do parafii Wniebowzięcia Najświętszej Maryi Panny w Nabrożu-Kolonii.

## Części wsi
| SIMC    | Nazwa     | Rodzaj    |
| ------- | --------- | --------- |
| 0901571 | Kolonia   | część wsi |
| 0901588 | Siemiechy | część wsi |

## Historia
W roku 1447 wieś była własnością Stanisława Czambora herbu Rogala, starosty horodelskiego, podkomorzego bełskiego w latach 1451–1469. W 1493 z rąk Stanisława Czambora plebana z Wyklajczy, przeszła za kwotę 700 grzywien do Mikołaja Wydżgi z Sipic Sipickiego, syna Niemierzy Wydżgi herbu Jastrzębiec podkomorzego bełskiego. W 1564 miała 5 łanów (84 ha) gruntów uprawnych. W XVIII stuleciu jej dziedzicami nadal byli nadal Wydżgowie, choć w roku 1760 epizodycznie właścicielem był Kacper Świeżawski, po czym ponownie wraca do Wydżgów, by w XIX wieku przejść do Swieżawskich. W roku 1881 była to własność Eustachego Świeżawskiego.
Według spisu miast, wsi, osad Królestwa Polskiego, w 1827 roku wieś liczyła 60 domów i 373 mieszkańców.
Według spisu powszechnego z roku 1921 – Łykoszyn, wieś w gminie Telatyn, posiadał 54 domy i 307 mieszkańców, w tym 37 Ukraińców. Folwark Łykoszyn posiadał natomiast 6 budynków mieszkalnych i 96 mieszkańców.

## Zabytki
- Dawny pałac z oficyną, czworaki dworskie, rządcówka i park z II połowy XVIII, II połowy XIX wieku, wpisany do rejestru zabytków pod numerem rejestrowym: A/1566 z 8.08.1988[14]